# Coelopacidia marriotti
Coelopacidia marriotti är en tvåvingeart som först beskrevs av Munro 1935.  Coelopacidia marriotti ingår i släktet Coelopacidia och familjen borrflugor. Inga underarter finns listade i Catalogue of Life.